# Clasmodosaurus
Clasmodosaurus (лат.) — род динозавров-завропод, окаменелые остатки которого были обнаружены в меловых отложениях формаций Мата-Амарилья и Серро-Форталеза на территории современной Аргентины. Он известен по пяти изолированным зубам.

## История изучение
Clasmodosaurus был назван и описан Флорентино Амегино в 1898 году, но оставался практически неизвестным на протяжении десятилетий после своего открытия. Изначально его считали завроподом, но Фридрих фон Хюне предположил, что он мог быть целурозавром или синонимом Loncosaurus, которого он считал карнозавром. Как и Loncosaurus, таксономия рода оставалась неясной, и в тех редких случаях, когда он упоминался в литературе, его считали тероподом.
Однако Хайме Эдуардо Пауэлл в 1986 году предположил, что остатки принадлежали сомнительному роду зауроподов. Подобно диплодокоидам и титанозаврам, у него были узкие зубные коронки, вследствие чего обычно считают титанозавром, как и большинство зауроподов позднего мелового периода.
Пересмотр коллекции Амегино и новые открытия в формации Серро-Форталеза (Cerro Fortaleza) показали, что таксон также относится к этой формации.

## Описание
Зубы Clasmodosaurus spatula имели многоугольную форму в поперечном сечении, а не круглую, что является необычной чертой, также обнаруженной у титанозавра Bonitasaura salgadoi. Однако эти зубы намного крупнее и массивнее, чем у Bonitasaura, с хорошо выраженными продольными гребнями и бороздками, в некоторых аспектах напоминающими зубы представителей клады Diamantinasauria.